# Colurella aquaeducti
Colurella aquaeducti är en hjuldjursart som beskrevs av Török 1956. Colurella aquaeducti ingår i släktet Colurella och familjen Lepadellidae. Inga underarter finns listade i Catalogue of Life.